# الظهر (النادرة)

تعديل مصدري - تعديل

الظهر محلة تابعة لقرية نشمان، التابعة لعزلة الشرنمه العليا بمديرية النادرة إحدى مديريات محافظة إب في الجمهورية اليمنية، بلغ تعداد سكانها 140 حسب تعداد اليمن لعام 2004.